# 三(4-甲苯基)均三嗪
三(4-甲苯基)均三嗪是一种有机化合物，化学式为C24H21N3。它可由三聚氯氰和干甲苯在三氯化铝催化下于60 °C反应得到；或由4-甲基苯甲腈在己胺和碘化亚钐催化下三聚得到。它在硫酸、乙酸及乙酸酐体系中可以被三氧化铬氧化为三(4-羧基苯基)均三嗪。它和硝硫混酸在80 °C反应，可以得到三(4-甲基-3,5-二硝基苯基)均三嗪。